# Ödet (naturreservat)
Ödet är ett naturreservat i Avesta kommun i Dalarnas län.
Området är naturskyddat sedan 2003 och är 50 hektar stort. Reservatet besår av blandskog och sumpskog.